# Northridge-aardbeving van 1994
De Northridge-aardbeving van 1994 was een grote aardbeving die op 17 januari 1994 om 4:31 lokale tijd plaatsvond in het westen van de San Fernando Valley in het noorden van en in de omliggende voorsteden van Los Angeles, in de Amerikaanse staat Californië. Een beweging in de overschuiving gekend als de Northridge Blind Thrust Fault of Pico Thrust Fault zorgde ervoor dat de aarde er 10 à 20 seconden schudde. De aardbeving had een kracht van 6,7 op zowel de momentmagnitudeschaal als de schaal van Richter. De aardbeving werd gecatalogeerd met schaal IX volgens de schaal van Mercalli. Meer dan 8700 mensen raakten gewond en er vielen 57 doden, de centra en omgeving van steden als Santa Monica, Hollywood, Simi Valley en Santa Clarita werden sterk geraakt, evenals de buurt Northridge van Los Angeles zelf waar de aardbeving naar werd genoemd op basis van de eerste berekeningen van de locatie van het epicentrum. Correcties nadien wezen uit dat het epicentrum lag onder de nabijgelegen buurt Reseda. 
Meer dan 40.000 gebouwen raakten beschadigd, waardoor 20.000 personen dakloos werden. Zware beschadigingen belemmerden meerdere jaren grotere wegeninfrastructuur in het gebied en ingestorte bedrijfsgebouwen zorgden voor het faillissement, of de delocatie van meerdere bedrijven. Doordat de aardbeving plaatsvond in de vroege ochtend van Martin Luther Kingdag wordt aangenomen dat het dodental lager lag dan wanneer de beving op een gewone werkdag zou plaatsgevonden hebben. De totale schade, waarvoor sommige berekeningen tot 40 miljard Amerikaanse dollar aangaven, maakte deze aardbeving de meest verwoestende sinds de aardbeving in San Francisco van 1906.